# SKV Altenmarkt
Maillots
Le Sport und Kulturverein Altenmarkt, plus couramment abrégé en SKV Altenmarkt, est un club autrichien de football féminin fondé en 2004 et basé dans la ville d'Altenmarkt an der Triesting.

## Histoire
Le SKV Altenmarkt masculin est fondé en 1979. En 2004 est créée une section féminine qui débute en quatrième division. À l'issue de la troisième saison, donc en 2007, le club est promu en division supérieure, puis encore la saison suivante et se retrouve lors de la saison 2008-2009 à jouer en deuxième division autrichienne.
Le SKV Altenmarkt termine sa première saison en deuxième division Est-Sud à la première place, mais perd lors des barrages de montée face au FC Stattegg. S'ensuivent deux saisons où l'équipe termine à la deuxième place. Lors de la saison 2011-2012, le club est de nouveau champion de son groupe et est promu en ÖFB-Frauenliga (première division) sans passer par des barrages, car le HSV Wals (autre équipe qualifiée pour ces barrages) n'y a pas pris part.
Le club termine en 2013-2014 à la troisième place, son meilleur résultat depuis sa participation en première division.
Depuis 2016, le club est exclusivement féminin, la section masculine ayant été dissoute le 30 juin 2016.